# Dina Tersago
Dina Tersago (Puurs, 3 janvier 1979) est une présentatrice de télévision belge néerlandophone. Elle a remporté le concours de Miss Belgique en 2001.
Elle joua dans la série télévisée néerlandophone Het Eiland. Elle présenta également l'émission Wie wordt de man van Wendy sur VTM où la chanteuse flamande Wendy Van Wanten était à la recherche d'un nouvel homme. En 2007, elle présenta les émissions Superhond 2007 et Boer zoekt vrouw.

En 2020 elle a participé à l'émission The Masked Singer sur VTM en tant que " Libellule" elle a été démasquée lors de la seconde émission.